# Bebe (ciutat)
Bebe (en grec antic: Βοίβη, llatí: Boebe) fou una ciutat de l'antiga Grècia situada al districte de Magnèsia, a Tessàlia. Es trobava a la riba oriental de la llacuna Bebeida (Βοιβηΐς λίμνη).
Apareix esmentada en el «Catàleg de les naus» de la Ilíada. A partir del segle iii aC Demetri Poliorceta la va emprar, juntament amb altres poblacions de la zona, per fundar la de Demètries, i durant molt de temps Bebe va dependre de la nova ciutat.
Tradicionalment s'ha identificat amb les ruïnes de Voivis, prop de Kanalia. Segons William Martin Leake, qui va visitar el lloc al segle xix, la ciutat ocupava un turó de considerable alçada, i s'inclinava gradualment cap a la plana; a la part, posterior tenia un tallat natural que li servia de defensa. L'acròpoli, construïda de maçoneria, es trobava al cim, i en temps de Leake encara hi havia restes de grans blocs quadrangulars, entre ruïnes més considerables de petites pedres i morter. De les antigues muralles de la ciutat hi havia algunes restes incorporades a una església dedicada a Sant Atanasi, segurament d'època medieval, situada als peus del turó. Es pot deduir, per la seva distància de l'acròpoli, que la ciutat tenia uns 3 km de circumferència.
Segons Hesíode, Atena va banyar-se els peus a la llacuna Bebeida. A l'antiguitat, rebia l'aigua dels rius Oncest i Amiros, entre altres rierols més petits, i era de tipus endorreic. El 1962 va ser dessecada, però el 2010 va ser restaurada com a llacuna, i rep el nom de llac Karla.